# رومولو أوتيرو
رومولو أوتيرو فازكويز (بالإسبانية: Rómulo Otero) (مواليد 9 نوفمبر 1992) لاعب كرة قدم فنزويلي دولي يجيد اللعب في مركز صانع الألعاب لعب سابقاً مع نادي الوحدة السعودي ومنتخب فنزويلا .

## الوحدة
في 2 يونيو 2018 أعلن نادى الوحدة السعودي تعاقده رسميًّا معه في إطار خطة إدارة النادي خطوط الفريق الصاعد حديثًا للدوري، وذلك لمدة موسم على سبيل الإعارة من نادي أتلتيكو مينييرو البرازيلي .

## روابط خارجية
- رومولو أوتيرو على موقع قاعدة بيانات كرة القدم.إي يو (الإنجليزية)
- رومولو أوتيرو على موقع ناشيونال فوتبول تيمز (الإنجليزية)
- رومولو أوتيرو على موقع Soccerway.com (الإنجليزية)
- رومولو أوتيرو على موقع AS.com (الإسبانية)